# Епископ нишки Нестор
Нестор (световно Николај Поповић; село Шуме, Кнежевина Србија, 1. фебруар 1833 — Зајечар, Краљевина Србија, 19. март 1884) био је епископ нишки и администратор Неготинске епархије од 1883. до 1884. године.

## Животопис
Епископ Нестор рођен је 1. фебруара 1833. године у селу Шумама у Шумадији од оца свештеника Илије Поповића и мајке Радојке Поповић. Завршио је основну школу у селу Павловцу, два разреда гимназије у Крагујевцу и Богословију у Београду. Године 1849. постављен је за учитеља у Павловцу уз годишњу плату од 72 талира, а 1852. рукополаже се и добија сепачку парохију. Почетком 1854. остаје удов, а након шест месеци умире му и једино дете. Утеху му пружа митрополит Петар и упућује га је у Кијев, где је за седам година завршио Духовну семинарију и академију. У Србију се враћа у јесен 1863. и бива постављен за писара у београдској конзисторији. Од 1. децембра 1864. је професор београдске полугимназије, а од 26. августа 1865. професор велике гимназије. Дана 20. септембра 1868. изабран је за професора богословије. Био је одличан богослов, специјалиста за догматику, те је из почасти добио на Митровдан, 26. октобра исте године протојерејски чин, а 2. новембра постављен је за ректора богословије у Београду. Једно време био је учитељ веронауке малолетном кнезу Милану Обреновићу.
Протојереја Николаја замонашио је на Светог Саву, 14. јануара 1873. године архимандрит горњачки Сава у манастиру Раковица и наденуо му име Нестор. Месец дана касније митрополит Михаило произвео га је за архимандрита.
Архимандрит Нестор је још као свештеник покренуо почетком 1868. године црквени лист „Пастир“ и уређивао га до 1872. године, када је променио назив листа у „Сион” и наставио са уређивањем до 1876.
Архимандрит Нестор је посвећен за епископа 3. априла 1883. у Београду, а 6. априла исте године је устоличен у Нишу као епископ Нишке епархије.
Епископ Нестор је започео преговоре са сликаром Ђорђем Крстићем ради осликавања иконостаса у великој Саборној цркви у Нишу. Није познато да ли је још за живота владике Нестора Управа Саборне нове цркве у Нишу склопила уговор са сликаром Крстићем.
Епископ Нестор је умро у Зајечару приликом обиласка Неготинске епархије 19. марта 1884. године. Сахрањен је у епископској гробници у нишкој Саборној цркви.
У Саборној цркви био је, једним делом утиснут у јужни зид цркве, споменик од белог мермера са издубљеним венчићем густог преплета у чијем је овалном облику била слика око које је изван венчића писало: „Отче, дјело соверших јеже дал јеси мње да сотворју”. Испод је био исклесан натпис: „Архијереј епархије нишке Нестор рођен 1830. г. у селу Шумама окр. Крагуј. од оца свешт. Илије свршио Богословију и Београду 1849 год. рукоп. за свешт. 1852, учив се 7 г. у Кијев. Духов. академији, професоровао 20 г. у беогр. Богословији, примио монаштво и архимандритом постао 1872; посвећен за епископа 3. апр. 1883 г. у Београду. Преминуо 19 марта 1884 год. у Зајечару.” У постољу је писало: „Спомен овај подиже Радојко И. Попович брат чиновник полиц. 1885.” Одмах после великог пожара, који је захватио цркву (12. новембра, 2001. године) споменик се претворио у прах.
Владика Нестор је носио следећа одликовања:
- Таковски крст - од краља Милана;
- Крст свете Ане 2. степена - од цара Александра II;
- Орден светог Саве 3. степена и
- Орден белог орла 5. степена - од краља Милана.